# Островская волость (Подольский уезд)
Островская волость — административно-территориальная единица в составе Подольского уезда Московской губернии Российской империи и РСФСР. Центром волости было село Остров (ныне в Ленинском городском округе Московской области). После упразднения волости в 1929 году её территория отошла к Ленинскому району Московского округа Московской области.

## Население
По данным на 1890 год в волости проживало 7353 человека, а к 1926 году — 8433 человека.